# Meir Buzaglo
Pour les articles homonymes, voir Buzaglo.
 (février 2025).
La mise en forme du texte ne suit pas les recommandations de Wikipédia : il faut le « wikifier ».
Les points d'amélioration suivants sont les cas les plus fréquents. Le détail des points à revoir est peut-être précisé sur la page de discussion.
- Les titres sont pré-formatés par le logiciel. Ils ne sont ni en capitales, ni en gras.
- Le texte ne doit pas être écrit en capitales (les noms de famille non plus), ni en gras, ni en italique, ni en « petit »…
- Le gras n'est utilisé que pour surligner le titre de l'article dans l'introduction, une seule fois.
- L'italique est rarement utilisé : mots en langue étrangère, titres d'œuvres, noms de bateaux, etc.
- Les citations ne sont pas en italique mais en corps de texte normal. Elles sont entourées par des guillemets français : « et ».
- Les listes à puces sont à éviter, des paragraphes rédigés étant largement préférés. Les tableaux sont à réserver à la présentation de données structurées (résultats, etc.).
- Les appels de note de bas de page (petits chiffres en exposant, introduits par l'outil «  Source ») sont à placer entre la fin de phrase et le point final[comme ça].
- Les liens internes (vers d'autres articles de Wikipédia) sont à choisir avec parcimonie. Créez des liens vers des articles approfondissant le sujet. Les termes génériques sans rapport avec le sujet sont à éviter, ainsi que les répétitions de liens vers un même terme.
- Les liens externes sont à placer uniquement dans une section « Liens externes », à la fin de l'article. Ces liens sont à choisir avec parcimonie suivant les règles définies. Si un lien sert de source à l'article, son insertion dans le texte est à faire par les notes de bas de page.
- La présentation des références doit suivre les conventions bibliographiques. Il est recommandé d'utiliser les modèles {{Ouvrage}}, {{Chapitre}}, {{Article}}, {{Lien web}} et/ou {{Bibliographie}}. Le mode d'édition visuel peut mettre en forme automatiquement les références.
- Insérer une infobox (cadre d'informations à droite) n'est pas obligatoire pour parachever la mise en page.

Pour une aide détaillée, merci de consulter Aide:Wikification.
Si vous pensez que ces points ont été résolus, vous pouvez retirer ce bandeau et améliorer la mise en forme d'un autre article.
Meir Buzaglo (né en 1959 ) est professeur associé au département de philosophie de l'Université hébraïque de Jérusalem. Il traite d'épistémologie et de métaphysique, de philosophie des mathématiques, de philosophie du langage et de philosophie du judaïsme  . Buzaglo est actif dans la promotion de l'égalité en matière d'éducation, la promotion de l'enseignement des mathématiques, le renouvellement de la tradition du piyyut et la défense du judaïsme oriental traditionnel dans la société israélienne.

## Biographie
Né à Casablanca au Maroc, Meir Buzaglo est le fils du rabbin David Buzaglo, l'un des plus grands poètes et compositeurs liturgiques (paytanim) du Maroc. Il immigre en Israël avec sa famille à l'âge de cinq ans et grandit à Kiryat Yam.
Buzaglo obtient une licence (B.Sc.) en mathématiques, physique et philosophie des sciences, puis une maîtrise (M.Sc.) en mathématiques sous la direction de Menachem Magidor à l'Université hébraïque de Jérusalem. Il rejoint ensuite le département de philosophie où il rédige une thèse de doctorat intitulée « La philosophie des mathématiques de Salomon Maïmon », sous la direction de Gilead Bareli et Samuel Skolnikov. Les travaux philosophiques de Buzaglo témoignent d'un engagement aussi bien avec la logique, la philosophie des mathématiques et la philosophie du langage qu'avec la philosophie occidentale et la philosophie juive médiévale.
L'un des projets centraux de sa pensée est la tentative de définir positivement le concept de "traditionalisme" (en opposition à une définition négative : "ni laïc ni religieux") et de lui donner un contenu concret. Selon sa pensée, le traditionalisme est fondé sur la valeur de la transmission culturelle intergénérationnelle. Il soutient que c'est parmi les Juifs traditionalistes que l'on trouve la plus grande créativité religieuse pour assurer la continuité vivante et féconde du judaïsme.
Dans son livre Une langue pour les fidèles : Réflexions sur la tradition (2008), Buzaglo explore la philosophie du traditionalisme. Il y remet en question, entre autres, les conceptions laïques et religieuses orthodoxes (comme celles de Yeshayahu Leibowitz) qui réduisent le judaïsme à la seule loi rabbinique (halakha). Selon Buzaglo, le traditionalisme (qui caractérise une part importante des Juifs en Israël) n'est pas dichotomique au sens de 100 % halakha ou 100 % laïcité, mais permet un mode de vie plus nuancé et plus complexe.
En 2022, Meir Buzaglo publie Écoute Israël, sous-titré "Étude métaphysique du Shema Israël à la lumière des sources bibliques et rabbiniques", aux éditions Carmel. Cet ouvrage majeur explore la dimension ontologique et métaphysique de la croyance juive en l'unicité divine, en se concentrant sur les interprétations du verset "Écoute Israël" (Shema Israël). Buzaglo y développe une méthode qu'il nomme élucidation fidèle, permettant d'approfondir ce texte fondamental tout en navigant entre la pensée philosophique grecque et la tradition juive. Le livre est divisé en quatre parties et treize chapitres, analysant successivement les significations bibliques du terme un (אחד), les interprétations cosmologiques, universelles et métaphysiques du Shema, et les conceptions néoplatoniciennes de l'unicité divine. Buzaglo propose notamment de comprendre "Yhwh est Un" comme signifiant que Dieu est parfait (תמים), une interprétation qui s'enracine dans les sources juives tout en dialoguant avec la philosophie. Cet ouvrage s'inscrit dans sa volonté de restaurer la centralité de la réflexion métaphysique dans la pensée juive contemporaine.

## Activité sociale et publique
Meir Buzaglo est l'un des initiateurs du renouveau de la tradition du piyyout (poésie liturgique) en Israël, notamment à travers des projets comme "Kehilot Sharot" (Communautés qui chantent) et "Yedidi, HaShakhahta" (Mon ami, as-tu oublié), réunis sur le site web "Invitation au piyyout", dont il est membre du comité académique.
Membre fondateur de l'Association Kedma pour une éducation académique égalitaire dans les quartiers et les villes.
Actif dans le domaine de l'enseignement des mathématiques, il a fondé l'Institut « Mayanot », un institut qui met en œuvre les concepts de Buzaglo concernant l'enseignement des mathématiques. En tant qu’enseignant, chercheur et développeur d’un programme d’enseignement des mathématiques et de la logique. Buzaglo est également directeur de l’Institut pour l’éducation. Membre du Groupe de travail national pour l'avancement de l'éducation en Israël, du ministère de l'Éducation ( Comité des porte-parole ).
Buzaglo fut l'un des rédacteurs de la Charte de Kinneret, qui s'efforce de créer un dénominateur commun pour les différents courants et camps de la population juive (droite-gauche, religieux-laïc, etc.), et l'a signée avec un certain nombre de personnalités publiques de droite et de gauche.
Buzaglo est membre de la coalition « Shabbat Shvyun ».
En 2013, Buzaglo a été choisi pour allumer une torche lors de la cérémonie principale du 65e jour de l'indépendance de l'État d'Israël  . En 2023, il a reçu la médaille d'honneur du président de l'État d'Israël. En 2024, quelques mois après le massacre du 7 octobre, il publie un article dans lequel il critique le monde universitaire en Israël, qui, selon lui, se soumet à celui des États-Unis. Bozaglo a affirmé dans son article qu'il n'y avait aucun moyen de « revenir au 6 octobre ». 

## Publications
- Solomon Maimon : monism, skepticism, and mathematics (Pittsburgh, Pa. : University of Pittsburgh Press, 2002)
- The Logic of Concept Expansion (Cambridge University Press)
- עד נכון היום [Ad Nakhon Hayom - Jusqu'à ce jour] - Éditions Reuven Mass, 2007
- שפה לנאמנים [Safa LaNe'emanim - Une langue pour les fidèles] - Éditions Keter et Fondation Mandel, 2008
- הרמב"ם: קריאה ישראלית [HaRambam : Kri'a Israelit - Maïmonide : Une lecture israélienne], Université radiophonique, 2013
- שמע [Shema - Écoute] - Une réflexion métaphysique à la lumière des sources, Éditions Carmel, 2022